# Девитт, Брайс

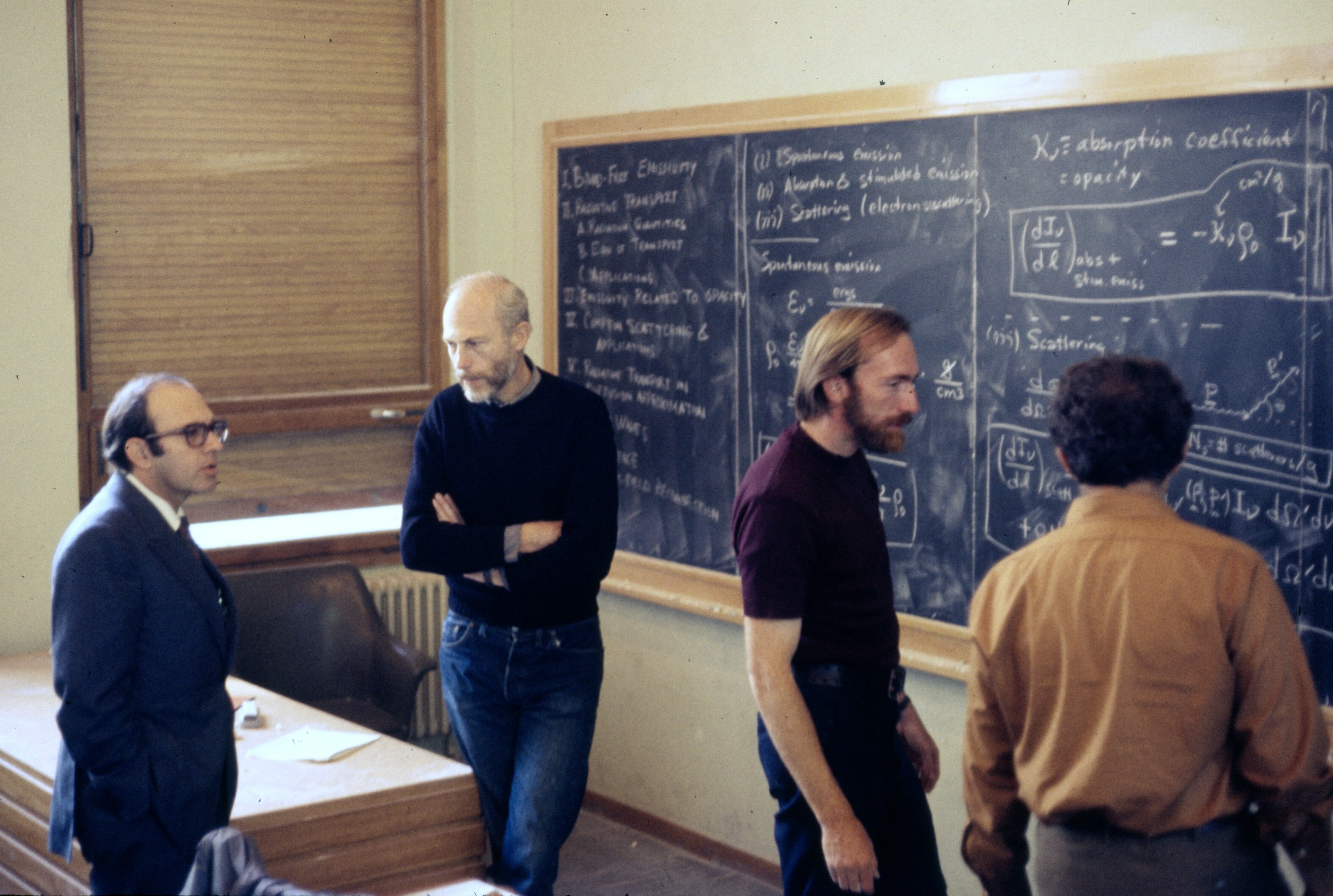
Обсуждение в главном лекционном зале физической школы в Лез-Уш в 1972 году. Слева направо: Юваль Неэман, Брайс Девитт, Кип Торн, Димитриос Христодулу

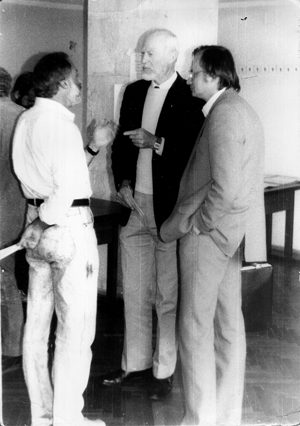
Брайс Девитт (на фото в центре) с Григорием Вилковыским (слева) и Андреем Барвинским на пятом семинаре по квантовой гравитации в Москве, 1990

Брайс Се́лигман Де́витт (англ. Bryce Seligman DeWitt, при рождении — Карл Брайс Селигман (англ. Carl Bryce Seligman); 8 января 1923, Диньюба, Калифорния — 23 сентября 2004, Остин, Техас) — американский физик-теоретик.

## Биография
Карл Брайс Селигман родился в Диньюбе, штат Калифорния, четвёртым сыном сельского врача (отец) и лектора высшей школы (мать). Его дед, Эмиль Зелигман, эмигрировал из Германии в Калифорнию подростком в 1875 году и после женитьбы перешёл из иудаизма в методистскую церковь. Сам Девитт воспитывался в пресвитерианстве. Он сменил имя на Брайса Селигмана Девитта в 1950 году после женитьбы на француженке Сесиль Девитт-Моретт, которая также является известным учёным в области математической и гравитационной физики.
В молодости Девитт учился в Гарвардском университете, где получил последовательно степени бакалавра, магистра и доктора философии в области физики. Сам он называл себя учеником Швингера. Затем он работал в Институте перспективных исследований, университете Северной Каролины в Чапел-Хилл и Техасском университете в Остине (дольше всего — в последнем, с 1972 года и до самой смерти).
Брайс Девитт умер в 2004 году в возрасте 81 года от рака поджелудочной железы.

## Научные достижения
Основными результатами Девитта считаются:
- создание канонической квантовой гравитации, одного из первых подходов к проблеме квантования общей теории относительности (закончено в 1967 году);
- формулировка уравнения Уилера — Девитта для волновой функции Вселенной (вместе с Джоном Арчибальдом Уилером);
- оригинальное развитие многомировой интерпретации квантовой механики Хью Эверетта.

Брайс Девитт являлся членом Национальной академии наук США (1990) и Американской академии искусств и наук (2002). Некоторые награды:
- Стипендия Гуггенхайма (1975)[4]
- Медаль Дирака (1987)
- Премия Марселя Гроссмана совместно с женой, Сесилией Девитт-Моретт (2000)
- Премия имени И. Я. Померанчука Института теоретической и экспериментальной физики (Москва) (2002)
- Премия Эйнштейна Американского физического общества (2005).

## Основные книги
- The Many-Worlds Interpretation of Quantum Mechanics, Princeton Series in Physics, Princeton University Press (1973), ISBN 0-691-08131-X. Bryce DeWitt, R. Neill Graham, eds. — Многомировая интерпретация квантовой механики.
- Supermanifolds (2nd Ed.), Cambridge University Press (1991). — Супермногообразия.
- The global approach to quantum field theory (International series of monographs on physics, v. 114). In 2 volumes. Oxford University Press (2003). — ISBN 0-19-851093-4. — Глобальный подход к квантовой теории поля.
- Динамическая теория групп и полей: Пер. с англ. / Под ред. Г. А. Вилковыского. — М.: Наука. Гл. ред. физ.-мат. лит. — 1987. — 288 с — Также репринтное переиздание: Череповец: Меркурий—ПРЕСС. — 2000. — ISBN 5-11-480064-7. — Расширенный и дополненный перевод американского издания 1965 года — Bryce DeWitt, Dynamical theory of groups and fields, Gordon and Breach, New York, 1965.